# 1993-as síkvízi kajak-kenu világbajnokság
Az 1993-as síkvízi kajak-kenu világbajnokságot a dániai Koppenhágában rendezték 1993-ban. Ez a huszonötödik kajak-kenu világbajnokság volt. A magyar csapat az éremtáblázaton a második helyezést érte el összesítésben.

## Éremtáblázat
*   Rendező
  *   Magyarország
| Helyezés | Ország             | Arany | Ezüst | Bronz | Összesen |
| -------- | ------------------ | ----- | ----- | ----- | -------- |
| 1.       | Németország        | 7     | 1     | 6     | 14       |
| 2.       | Magyarország       | 5     | 5     | 2     | 12       |
| 3.       | Dánia              | 3     | 2     | 0     | 5        |
| 4.       | Svédország         | 2     | 3     | 1     | 6        |
| 5.       | Oroszország        | 1     | 2     | 2     | 5        |
| 6.       | Norvégia           | 1     | 1     | 1     | 3        |
| 7.       | Bulgária           | 1     | 0     | 0     | 1        |
| 7.       | Finnország         | 1     | 0     | 2     | 1        |
| 7.       | Lettország         | 1     | 0     | 2     | 1        |
| 10.      | Lengyelország      | 0     | 2     | 0     | 2        |
| 11.      | Kanada             | 0     | 1     | 2     | 3        |
| 11.      | Románia            | 0     | 1     | 2     | 3        |
| 13.      | Csehország         | 0     | 1     | 1     | 2        |
| 14.      | Franciaország      | 0     | 1     | 0     | 1        |
| 14.      | Egyesült Királyság | 0     | 1     | 0     | 1        |
| 14.      | Olaszország        | 0     | 1     | 0     | 1        |
| 17.      | Ukrajna            | 0     | 0     | 2     | 2        |
| 18.      | Ausztrália         | 0     | 0     | 1     | 1        |
| 18.      | Szlovákia          | 0     | 0     | 1     | 1        |
| 18.      | Spanyolország      | 0     | 0     | 1     | 1        |
| Összesen | Összesen           | 22    | 22    | 22    | 66       |

## Eredmények

### Férfiak

#### Kenu
| Versenyszám | Arany                                                                         | Arany    | Ezüst                                                                                     | Ezüst    | Bronz                                                                                             | Bronz    |
| ----------- | ----------------------------------------------------------------------------- | -------- | ----------------------------------------------------------------------------------------- | -------- | ------------------------------------------------------------------------------------------------- | -------- |
| C1 500 m    | Nikolaj Buhalov · Bulgária                                                    | 1:54,02  | Kolonics György · Magyarország                                                            | 1:55,33  | Steve Giles · Kanada                                                                              | 1:56,16  |
| C1 1000 m   | Ivans Klementjevs · Lettország                                                | 4:11,20  | Victor Partnoi · Románia                                                                  | 4:13,04  | Matthias Röder · Németország                                                                      | 4:13,25  |
| C1 10 000 m | Bohács Zsolt · Magyarország                                                   | 47:11,29 | Pavel Bednar · Csehország                                                                 | 47:18,94 | Andreas Dittmer · Németország                                                                     | 47:25,99 |
| C2 500 m    | Kolonics György · Horváth Csaba · Magyarország                                | 1:46,40  | Christian Frederiksen · Arne Nielsson · Dánia                                             | 1:46,92  | Andreas Dittmer · Gunar Kirchbach · Németország                                                   | 1:47,65  |
| C2 1000 m   | Christian Frederiksen · Arne Nielsson · Dánia                                 | 3:49,52  | Olivier Boivin · Didier Hoyer · Franciaország                                             | 3:51,22  | Ulrich Papke · Ingo Spelly · Németország                                                          | 3:51,64  |
| C2 10 000 m | Christian Frederiksen · Arne Nielsson · Dánia                                 | 42:18,56 | Andrew Train · Stephen Train · Egyesült Királyság                                         | 42:26,33 | Andrej Balabanov · Viktor Dobrotvorszkij · Ukrajna                                                | 42:28,77 |
| C4 500 m    | Hoffman Ervin · Szabó Attila · Boldizsár Gáspár · Novák Ferenc · Magyarország | 1:33,95  | Andrej Kabanov · Szergej Csemerov · Pavel Konovalov · Alekszandr Kosztoglod · Oroszország | 1:35,53  | Petr Procházka · Roman Dittrich · Waldemar Fibgir · Tomáš Křivánek · Csehország                   | 1:35,86  |
| C4 1000 m   | HUN · Pulai Imre · Kolonics György · Takács Tibor · Bohács Zsolt              | 3:30,67  | Andrej Kabanov · Szergej Csemerov · Pavel Konovalov · Alekszandr Kosztoglod · Oroszország | 3:33,40  | Viktor Dobrotvorszkij · Szergej Oszadtcsij · Andrej Balabanov · Alekszandr Klinitcsenko · Ukrajna | 3:33,62  |

#### Kajak
| Versenyszám | Arany                                                                                     | Arany    | Ezüst                                                                                 | Ezüst    | Bronz                                                                                     | Bronz    |
| ----------- | ----------------------------------------------------------------------------------------- | -------- | ------------------------------------------------------------------------------------- | -------- | ----------------------------------------------------------------------------------------- | -------- |
| K1 500 m    | Mirko Kolehmainen · Finnország                                                            | 1:41,96  | Renn Crichlow · Kanada                                                                | 1:42,37  | Daniel Collins · Ausztrália                                                               | 1:42,67  |
| K1 1000 m   | Knut Holmann · Norvégia                                                                   | 3:42,49  | Thor Nielsen · Dánia                                                                  | 3:44,13  | Marin Popescu · Románia                                                                   | 3:44,70  |
| K1 10 000 m | Thor Nielsen · Dánia                                                                      | 42:12,07 | Knut Holmann · Norvégia                                                               | 42:12,81 | Szabó Attila · Szlovákia                                                                  | 42:14,41 |
| K2 500 m    | Kay Bluhm · Torsten Gutsche · Németország                                                 | 1:32,77  | Maicej Freimut · Wojciech Kurpiewski · Lengyelország                                  | 1:33,27  | José Manuel Sánchez · Juan José Roman · Spanyolország                                     | 1:34,53  |
| K2 1000 m   | Kay Bluhm · Torsten Gutsche · Németország                                                 | 3:21,80  | Antonio Rossi · Daniele Scarpa · Olaszország                                          | 3:23,00  | Gunnar Olsson · Kalle Sundqvist · Svédország                                              | 3:23,24  |
| K2 10 000 m | Borhi Zsombor · Ábrahám Attila · Magyarország                                             | 38:43,34 | Gunnar Olsson · Kalle Sundqvist · Svédország                                          | 38:42,98 | Torgeir Toppe · Peter Ribe · Norvégia                                                     | 38:49,70 |
| K4 500 m    | Viktor Gyenyiszov · Anatolij Tyiscsenko · Alekszandr Ivanyik · Oleg Gorobij · Oroszország | 1:24,80  | Thomas Reineck · Oliver Kegel · André Wohllebe · Mario von Appen · Németország        | 1:24,83  | Gyulay Zsolt · Fehérvári Vince · Horváth Gábor · Ábrahám Attila · Magyarország            | 1:25,49  |
| K4 1000 m   | Thomas Reineck · Oliver Kegel · André Wohllebe · Mario von Appen · Németország            | 3:04,80  | Gyulay Zsolt · Borhi Zsombor · Horváth Gábor · Ábrahám Attila · Magyarország          | 3:05,11  | Viktor Gyenyiszov · Anatolij Tyiscsenko · Alekszandr Ivanyik · Oleg Gorobij · Oroszország | 3:07,14  |
| K4 10 000 m | Thomas Reineck · Oliver Kegel · André Wohllebe · Mario von Appen · Németország            | 35:23,38 | Andrzej Gryczko · Piotr Markiewicz · Maciej Freimut · Grzegorz Kaleta · Lengyelország | 35:28,50 | Szergej Verlin · Vlagyimir Bobresov · Szergej Cibujnyikov · Szergej Galkov · Oroszország  | 35:33,75 |

### Nők

#### Kajak
| Versenyszám | Arany                                                                         | Arany    | Ezüst                                                                            | Ezüst    | Bronz                                                                   | Bronz    |
| ----------- | ----------------------------------------------------------------------------- | -------- | -------------------------------------------------------------------------------- | -------- | ----------------------------------------------------------------------- | -------- |
| K1 500 m    | Birgit Schmidt · Németország                                                  | 1:53,00  | Anna Olsson · Svédország                                                         | 1:54,08  | Caroline Brunet · Kanada                                                | 1:54,72  |
| K1 5000 m   | Susanne Gunnarsson · Svédország                                               | 22:39,76 | Kőbán Rita · Magyarország                                                        | 22:40,63 | Birgit Schmidt · Németország                                            | 22:42,91 |
| K2 500 m    | Agneta Andersson · Anna Olsson · Svédország                                   | 1:48,56  | Czigány Kinga · Mednyánszky Szilvia · Magyarország                               | 1:48,59  | Ramona Portwich · Anett Shuck · Németország                             | 1:49,56  |
| K2 5000 m   | Ramona Portwich · Anett Schuck · Németország                                  | 21:33,51 | Dónusz Éva · Mészáros Erika · Magyarország                                       | 21:33,73 | Carmen Simion · Sanda Toma · Románia                                    | 21:40,32 |
| K4 500 m    | Birgit Schmidt · Ramona Portwich · Anett Schuck · Daniela Gleue · Németország | 1:37,99  | Agneta Andersson · Anna Olsson · Maria Haglund · Susanne Rosenqvist · Svédország | 1:38,16  | Czigány Kinga · Dónusz Éva · Kőbán Rita · Mészáros Erika · Magyarország | 1:39,84  |

## A magyar csapat
Az 1993-as magyar vb keret tagjai:
| férfiak kajak | férfiak kajak                                               | férfiak kajak      |
| ------------- | ----------------------------------------------------------- | ------------------ |
| K1 500 m      | Gyulay Zsolt                                                | 7.                 |
| K2 500 m      | Rajna András Adrovicz Attila                                | 4.                 |
| K4 500 m      | Gyulay Zsolt Fehérvári Vince Horváth Gábor Ábrahám Attila   | Bronzérem          |
| K1 1000 m     | Borhi Zsombor                                               | 4.                 |
| K2 1000 m     | Horváth Zsolt Ádám Attila                                   | nem jutott döntőbe |
| K4 1000 m     | Gyulay Zsolt Borhi Zsombor Horváth Gábor Ábrahám Attila     | Ezüstérem          |
| K1 10 000 m   | Angyal Ákos                                                 | 11.                |
| K2 10 000 m   | Borhi Zsombor Ábrahám Attila                                | Aranyérem          |
| K4 10 000 m   | Horváth Zsolt Bártfay Krisztián Ádám Attila Szabó II. Gábor | 7.                 |

| férfi kenu  | férfi kenu                                               | férfi kenu |
| ----------- | -------------------------------------------------------- | ---------- |
| C1 500 m    | Kolonics György                                          | Ezüstérem  |
| C2 500 m    | Kolonics György Horváth Csaba                            | Aranyérem  |
| C4 500 m    | Hoffman Ervin Szabó Attila Boldizsár Gáspár Novák Ferenc | Aranyérem  |
| C1 1000 m   | Pulai Imre                                               | 7.         |
| C2 1000 m   | Takács Tibor Horváth Csaba                               | 5.         |
| C4 1000 m   | Pulai Imre Kolonics György Takács Tibor Bohács Zsolt     | Aranyérem  |
| C1 10 000 m | Bohács Zsolt                                             | Aranyérem  |
| C2 10 000 m | Pétervári Pál Gyulai István                              | 4.         |

| nők kajak | nők kajak                                          | nők kajak |
| --------- | -------------------------------------------------- | --------- |
| K1 500 m  | Czigány Kinga                                      | 5.        |
| K2 500 m  | Czigány Kinga Mednyánszky Szilvia                  | Ezüstérem |
| K4 500 m  | Czigány Kinga Dónusz Éva Kőbán Rita Mészáros Erika | Bronzérem |
| K1 5000 m | Kőbán Rita                                         | Ezüstérem |
| K2 5000 m | Dónusz Éva Mészáros Erika                          | Ezüstérem |